# Прајсова част
Прајсова част је 28. епизода стрип серијала Кен Паркер објављена у Лунов магнус стрипу бр. 532. Објавио ју је Дневник из Новог Сада у фебруару 1983. године. Имала је 94 стране и коштала 23 динара (0,31 $, 1 DEM). Епизоду је нацртао Ђанкарло Алесандрини, а сценарио написао Алфредо Кастели. Насловну страницу нацртао је Бранислав Керац.

## Оригинална епизода
Оригинална епизода објављена је у марту 1980. године под насловом Il caso di Oliver Price. Издавач је била италијанска кућа Cepim (касније преименована у Sergio Bonelli Editore). Коштала је 500 лира и имала 96 страна.

## Кратак садржај
Епизода започиње доласком регрута у Форт Бентон (Дакота) у априлу 1876. године, којима ”џомбе” приређују организован дочек новим војницима. Међу ”гуштерима” је и Оливер Прајс, син генерала Прајса, команданта утврђења. Оливер је интелектуалац који цео живот покушава да докаже оцу како може да буде и узоран војник, чему се отац противи. Његов долазак у утврђење изведен је упркос очевој вољи.
Оливерово служење војске почиње незграпно. Војници га не воле и спрдају се с њим. Добија и батине. Током једне патроле, када је Оливер био на ноћној стражи, Чејени успевају да украду кола пуна оружја. Штета је непроцењива. Отац је љут и жели да изведе Оливера на војни суд, чиме би му ускратио даље служење војске. Да би се искупио за штету и доказао да је узоран војник, Оливер заједно са Кеном креће у логор Чејена да поврати кола.